# Eric Vloeimans

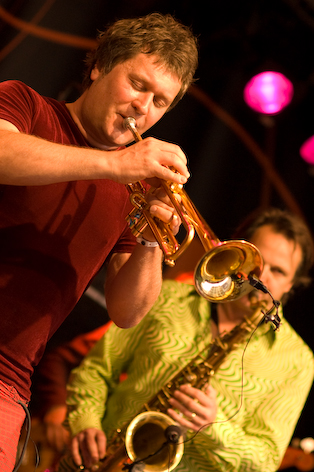
Eric Vloeimans, 2007

Eric Vloeimans (* 24. März 1963 in Huizen, Provinz Nordholland) ist ein niederländischer Jazztrompeter.

## Leben und Wirken
Vloeimans studierte am Königlichen Konservatorium in Brüssel und am Sweelinck Conservatorium in Amsterdam, bevor er sein Hauptstudium an der Musikhochschule Rotterdam mit Auszeichnung abschloss. Anschließend ging er für eine Ergänzung seiner Ausbildung nach New York City, wo er Unterricht bei Donald Byrd nahm und in den Big Bands von Mercer Ellington und Frank Foster spielte. Gemeinsam mit Dick de Graaf gründete er 1990 die Gruppe Chazz, die sehr gute Kritiken erhielt und beim Festival der Europäischen Rundfunkunion in Wien und beim North Sea Jazz Festival auftrat. 1992 gründete er ein eigenes Quartett, das durch den Nahen Osten tourte und auch mit Peter Weniger die CD „Bestiarum“ einspielte. Mitte der 1990er spielte er mit Jasper van’t Hof, Pierre Courbois, Masha Bijlsma, Michiel Borstlap, Ernst Reijseger, Vitold Rek und Ralf Hübner. Mit John Taylor, Marc Johnson und Joey Baron nahm er das Album „Bitches and Fairy Tales“ (1998) auf. In weiteren Projekten spielte er mit Ali Haurands European Jazz Ensemble, mit Charlie Mariano, Aldo Romano, Nguyên Lê, Willem Breuker, Theo Jörgensmann, Chris Beckers und Chris Hinze. Für den Naturfilm  Wild Port of Europe – De Nieuwe Wildernis 2.0 über die Häfen von Rotterdam und Moerdijk komponierte und produzierte er den Soundtrack.
Vloeimans gibt Meisterkurse an den Musikhochschulen in Brüssel, Utrecht, Amsterdam, Rotterdam, Den Haag und Helsinki.

## Preise und Auszeichnungen
1999 erhielt er den Edison-Preis. Im Jahr 2000 folgte die Nominierung für den Bird Award. Schließlich erhielt er 2001 den angesehenen Boy-Edgar-Preis und für sein Lebenswerk 2020 den Edison-Oeuvre-Preis.  Sein Album Wild Ports of Europe erhielt den Publikumspreis Edison Jazzism.

## Diskografie
- No Realistics (1992)
- First Floor (1994)
- Bestiarium (1996)
- Bitches and Fairy Tales (1998)
- Umai (2000)
- Brutto gusto (2002)
- VoizNoiz 3
- Hidden History
- Boompetit (2004)
- Summersault (2006)
- Hyper (2008)
- Wild Port of Europe (2021)

| Jahr | Titel                     | Höchstplatzierung, Gesamtwochen, AuszeichnungChartsChartplatzierungen (Jahr, Titel, Platzierungen, Wochen, Auszeichnungen, Anmerkungen) | Anmerkungen                                         |
| Jahr | Titel                     | NL | Anmerkungen                                         |
| ---- | ------------------------- | --- | --------------------------------------------------- |
| 2007 | Gatecrashin’              | NL96 (1 Wo.)NL |                                                     |
| 2009 | Live at Yoshi’s           | NL55 (5 Wo.)NL | Eric Vloeimans’ Fugimundi                           |
| 2011 | Kytecrash                 | NL5 (20 Wo.)NL | Colin Benders & Eric Vloeimans                      |
| 2011 | Live at the Concertgebouw | NL99 (1 Wo.)NL | Eric Vloeimans & Florian Weber                      |
| 2013 | Evensong                  | NL48 (2 Wo.)NL | Eric Vloeimans & the Netherlands Symphony Orchestra |
| 2013 | Oliver’s Cinema           | NL37 (2 Wo.)NL | Eric Vloeimans, Tuur Florizoone & Jörg Brinkmann    |
| 2013 | Old, New & Blue           | NL31 (7 Wo.)NL | Holland Baroque Society & Eric Vloeimans            |
| 2015 | Oliver’s Cinema – Act 2   | NL37 (1 Wo.)NL | Eric Vloeimans, Tuur Florizoone & Jörg Brinkmann    |
| 2018 | Levanter                  | NL86 (1 Wo.)NL | Eric Vloeimans, Jeroen van Vliet & Kinan Azmeh      |

## Lexigraphische Einträge
- Martin Kunzler: Jazz-Lexikon. Band 2: M–Z (= rororo-Sachbuch. Bd. 16513). 2. Auflage. Rowohlt, Reinbek bei Hamburg 2004, ISBN 3-499-16513-9, S. 1422.